# بلش البيضاء
بالش البيضاء أو بلش البيضاء أو بلج البيضاء (بالإسبانية: Vélez-Blanco)‏, هي بلدية تقع في مقاطعة المرية. جنوب شرق إسبانيا. يبلغ عدد سكانها 2.126 نسمة.

## وصلات خارجية
- (بالإسبانية)